# Avenida Santa Marina
A Avenida Santa Marina é um logradouro cuja denominação foi dada em homenagem a Dona Marina Prado de Queiroz Aranha, filha do Conselheiro Antônio da Silva Prado, presidente da Vidraria Santa Marina, uma das mais importantes fábricas de vidros, e se localiza no distrito da Barra Funda, na cidade de São Paulo, capital do estado de São Paulo.